# Healing (Royaume-Uni)
Pour les articles homonymes, voir Healing.
Healing est une paroisse civile et un village du Lincolnshire, en Angleterre.